# Wróg ludu (dramat)
Wróg ludu (norw. En folkefiende) – dramat norweskiego dramatopisarza Henrika Ibsena z 1882.

## Treść
Dzieło miało charakter ostrego odwetu na antagonistach autora. Opisuje historię zakładu leczniczego, w którym pacjenci truci są zepsutą wodą. 
Doktor Thomas Stockmann (lekarz-idealista) usiłuje uzdrowić stosunki w placówce, co daje pretekst do zobrazowania moralnego dna i obłudy społecznej lokalnego patrycjatu i liberalnego drobnomieszczaństwa. Warstwy te zdradziły wszelkie wzniosłe ideały, na rzecz bezwzględnego czerpania zysków i zachowania silnej pozycji w hierarchii władzy. Stockmanna stopniowo opuszczają wszyscy sojusznicy, którzy wcześniej przyrzekli mu współpracę. Oportunistyczni liberałowie jednoznacznie opowiadają się za istniejącym układem i rezygnują z walki o zdrową wodę dla zakładu, ponieważ większość kosztów renowacji wodociągu Stockmann chciał złożyć na ich barki. Nie tylko opuścili lekarza, ale też stali się jego wrogami. Podburzyli też lokalne pospólstwo, które wybiło szyby w domu Stockmanna. 
Nie zraziło to lekarza, który pozostał w mieście, poczuł się niezwykle silny i kontynuował walkę. Nie stracił też wiary w najuboższych, którzy pozostali przy nim.

## Film
Dramat zekranizowano w 1978 pod tym samym tytułem. Reżyserem był George Schaefer, a doktora Stockmanna zagrał wówczas Steve McQueen.

## Galeria

Arnoldus Reimers jako Stockmann w teatrze Kungliga Dramatiska w Sztokholmie (1883)
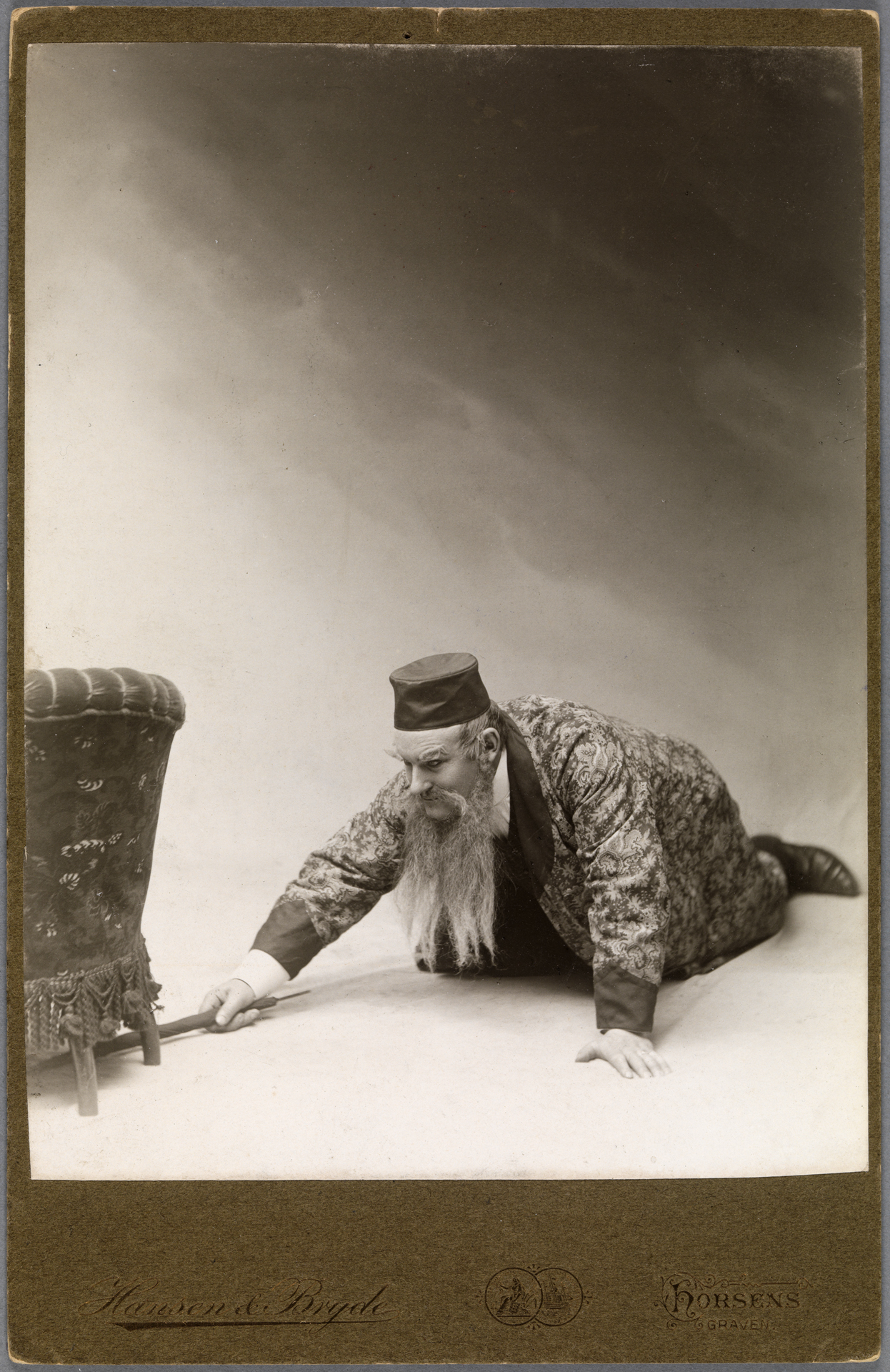
Dore Lavik jako doktor Stockmann
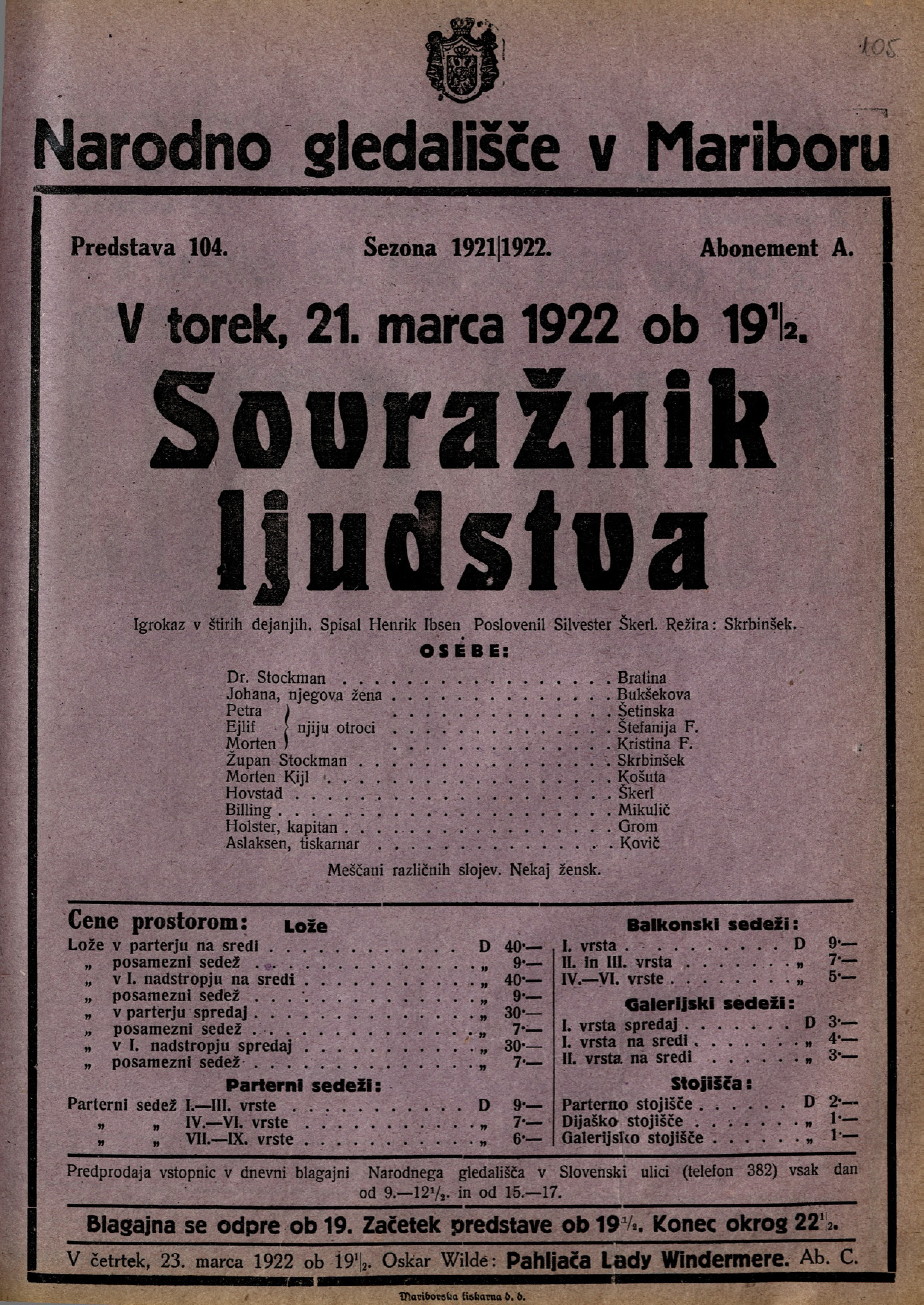
Plakat z 1922 z teatru w Mariborze
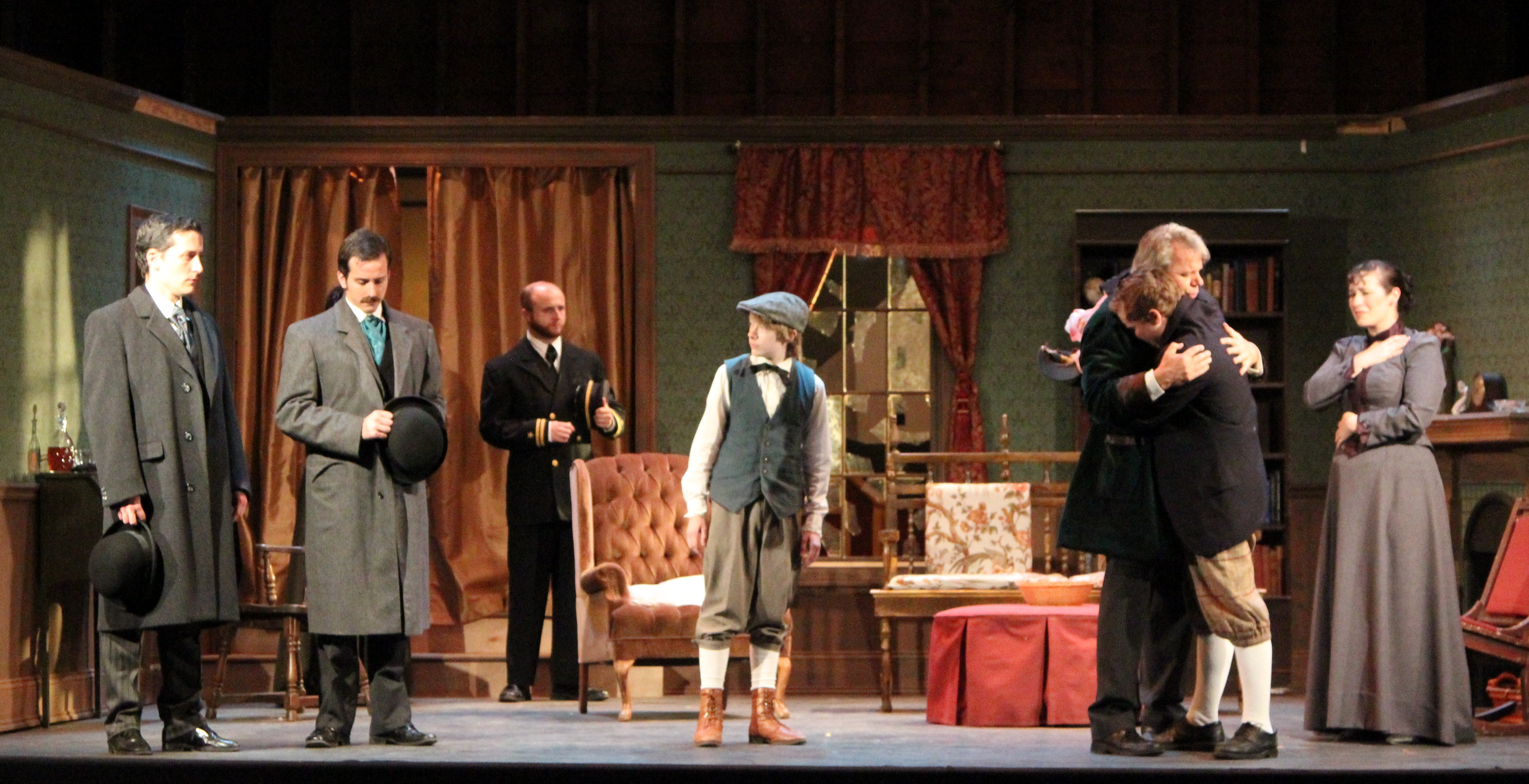
Przedstawienie w Chatham (Massachusetts) z 2014 (Monomoy Theatre)